# وليام بي بار
وليام بي بار (بالإنجليزية: William P. Barr) (و. 1950 – م) هو سياسي، ومحام من الولايات المتحدة الأمريكية ولد في مدينة نيويورك. تولى منصب نائب عام الولايات المتحدة. وهو عضو في الحزب الجمهوري.
في عام 2019، احتُجز وليام بي بر بتهمة ازدراء الكونغرس لتحديه مذكرات استدعاء ؛ ورفضت إدارته مقاضاته. بعد انتقاده لتحقيق مولر قبل توليه منصبه، لم يرفض بر نفسه من الإشراف على التحقيق كمحام عام.

## التعليم
تعلم في جامعة كولومبيا، وجامعة جورج واشنطن.

## روابط خارجية
- وليام بي بار على موقع مونزينجر (الألمانية)
- وليام بي بار على موقع إن إن دي بي (الإنجليزية)